# Pablo Armero
Pablo Estifer Armero zkráceně Pablo Armero (* 2. listopadu 1986 San Andrés de Tumaco) je bývalý kolumbijský fotbalový obránce, který hrál naposled za brazilský klub Guarani.
S kolumbijskou reprezentací se zúčastnil MS 2014 v Brazílii a turnaje Copa América 2011.

## Mimo hřiště
V červnu 2016 skončil v cele v Miami kvůli podezření z domácího násilí.

## Přestupy
- z América de Cali do Palmeiras za 1 600 000 Euro
- z Palmeiras do Udinese za 1 200 000 Euro
- z Udinese do Neapol za 1 000 000 Euro (hostování)
- z Udinese do Neapol za 4 000 000 Euro
- z Neapol do Udinese za ? Euro
- z Udinese do AC Milán za 500 000 Euro (hostování)

## Statistiky
| Sezóna  | Klub               | Liga                | Liga   | Liga | Ligové poháry | Ligové poháry | Ligové poháry | Kontinentální poháry | Kontinentální poháry | Kontinentální poháry | Celkem | Celkem |
| Sezóna  | Klub               | Soutěž              | Zápasy | Góly | Soutěž        | Zápasy        | Góly          | Soutěž               | Zápasy               | Góly                 | Zápasy | Góly   |
| ------- | ------------------ | ------------------- | ------ | ---- | ------------- | ------------- | ------------- | -------------------- | -------------------- | -------------------- | ------ | ------ |
| 2004    | América de Cali    | Primera A           | 28     | 3    | -             | 0             | 0             | -                    | 0                    | 0                    | 28     | 3      |
| 2005    | América de Cali    | Primera A           | 25     | 0    | -             | 0             | 0             | PO                   | 2                    | 0                    | 27     | 0      |
| 2006    | América de Cali    | Primera A           | 24     | 1    | -             | 0             | 0             | -                    | 0                    | 0                    | 24     | 1      |
| 2007    | América de Cali    | Primera A           | 31     | 2    | -             | 0             | 0             | -                    | 0                    | 0                    | 31     | 2      |
| 2008    | América de Cali    | Primera A           | 36     | 2    | -             | 0             | 0             | JP                   | 5                    | 0                    | 41     | 2      |
| 2009    | SE Palmeiras       | C. Paulista+Série A | 13+29  | 0+1  | BP            | 0             | 0             | PO                   | 11                   | 0                    | 53     | 1      |
| 2010    | SE Palmeiras       | C. Paulista+Série A | 11+7   | 0+0  | BP            | 7             | 0             | JP                   | 1                    | 0                    | 26     | 0      |
| 2010/11 | Udinese Calcio     | Serie A             | 31     | 2    | IP            | 2             | 0             | -                    | 0                    | 0                    | 33     | 2      |
| 2011/12 | Udinese Calcio     | Serie A             | 28     | 1    | IP            | 0             | 0             | LM+EL                | 2*+9                 | 0*+1                 | 39     | 2      |
| 2012/13 | Udinese Calcio     | Serie A             | 10     | 0    | IP            | 0             | 0             | LM+EL                | 2*+6                 | 1*+0                 | 18     | 1      |
| 2013    | SSC Neapol         | Serie A             | 15     | 0    | IP            | 0             | 0             | -                    | 0                    | 0                    | 15     | 0      |
| 2013/14 | SSC Neapol         | Serie A             | 14     | 0    | IP            | 0             | 0             | LM                   | 4                    | 0                    | 18     | 0      |
| 2014    | West Ham United FC | Premier League      | 5      | 0    | -             | 0             | 0             | -                    | 0                    | 0                    | 5      | 0      |
| 2014/15 | AC Milán           | Serie A             | 8      | 0    | IP            | 0             | 0             | -                    | 0                    | 0                    | 8      | 0      |
| 2015    | Flamengo           | Série A             | 4      | 0    | -             | 0             | 0             | -                    | 0                    | 0                    | 4      | 0      |
| 2016    | Udinese Calcio     | Serie A             | 5      | 1    | IP            | 0             | 0             | -                    | 0                    | 0                    | 5      | 1      |
| 2016/17 | Udinese Calcio     | Serie A             | 2      | 0    | IP            | 1             | 0             | -                    | 0                    | 0                    | 3      | 0      |
| 2017    | EC Bahia           | Série A             | 19     | 0    | BP            | 2             | 0             | -                    | 0                    | 0                    | 21     | 0      |
| 2018    | América de Cali    | Primera A           | 25     | 1    | -             | 0             | 0             | -                    | 0                    | 0                    | 25     | 1      |
| 2019    | CS Alagoano        | Série A             | 4      | 0    | -             | 0             | 0             | -                    | 0                    | 0                    | 4      | 0      |
| 2019    | Guarani FC         | Série A             | 3      | 0    | -             | 0             | 0             | -                    | 0                    | 0                    | 3      | 0      |
| Celkově | Celkově            | Celkově             | 379    | 15   | -             | 12            | 0             | -                    | 42                   | 2                    | 434    | 17     |

Poznámky
- i s předkolem.

## Úspěchy

### Reprezentační
- - 1× na MS (2014)
  - 2× na CA (2011, 2015)

### Individuální
- Tým roku Serie A – 2010/11[4]